# (1469) Linzia
(1469) Linzia ist ein Asteroid des Hauptgürtels, der am 19. August 1938 von dem deutschen Astronomen Karl Wilhelm Reinmuth an der Landessternwarte Heidelberg-Königstuhl der Universität Heidelberg entdeckt wurde.
Der Asteroid ist nach der österreichischen Stadt Linz benannt.